# Yamagutisentis
Sous-famille
Genre
Le genre Yamagutisentis, dédié au parasitologiste japonais Satyu Yamaguti, seul membre de la sous-famille des Yamagutisentinae, comprend les espèces d'acanthocéphales de la famille des Echinorhynchidae suivantes :
- Yamagutisentis neobythitis (Yamaguti, 1939)
- Yamagutisentis rhinoplagusiae (Yamaguti, 1935)

### Pour le genre
- (en) WoRMS : Yamagutisentis Golvan, 1969 (+ liste espèces)

### Pour la sous-famille
- (en) WoRMS : Yamagutisentinae Golvan, 1969 (+ liste espèces)